# Castello di Skipton
Il castello di Skipton (in inglese Skipton Castle) si trova nell'omonima cittadina della contea North Yorkshire, distretto della contea storica di Yorkshire nell'Inghilterra. La sua prima costruzione risale all'XI secolo.

## Storia

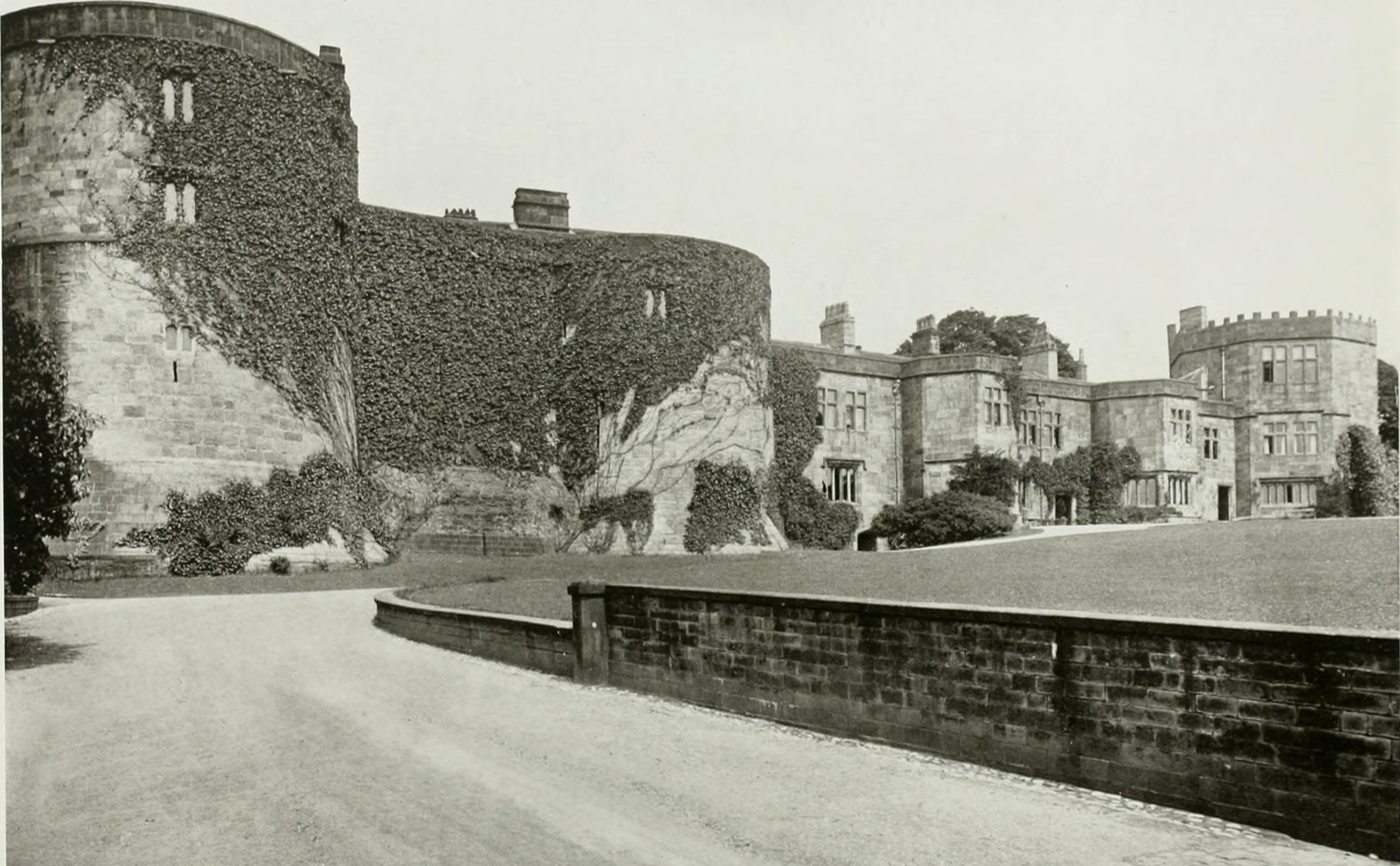
Immagine storica del castello realizzata nel 1913

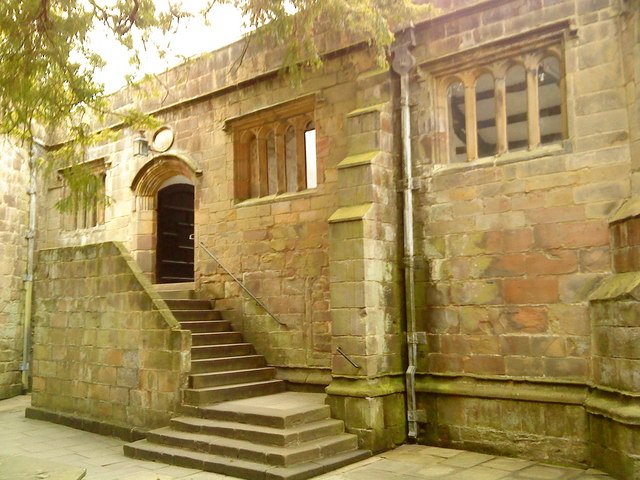
Una delle scale esterne nel cortile del castello

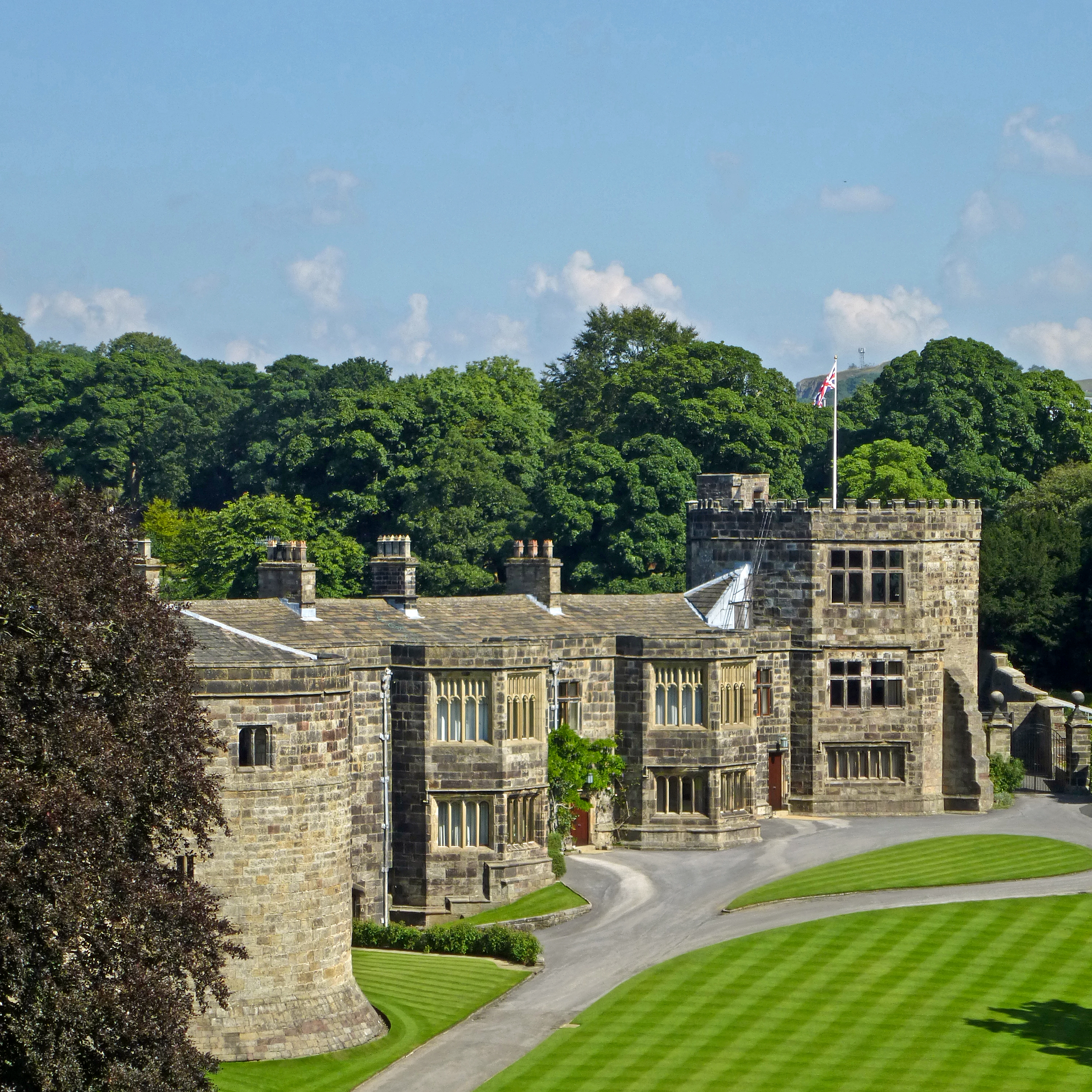
Grande torre poligonale con l'estremità orientale del castello

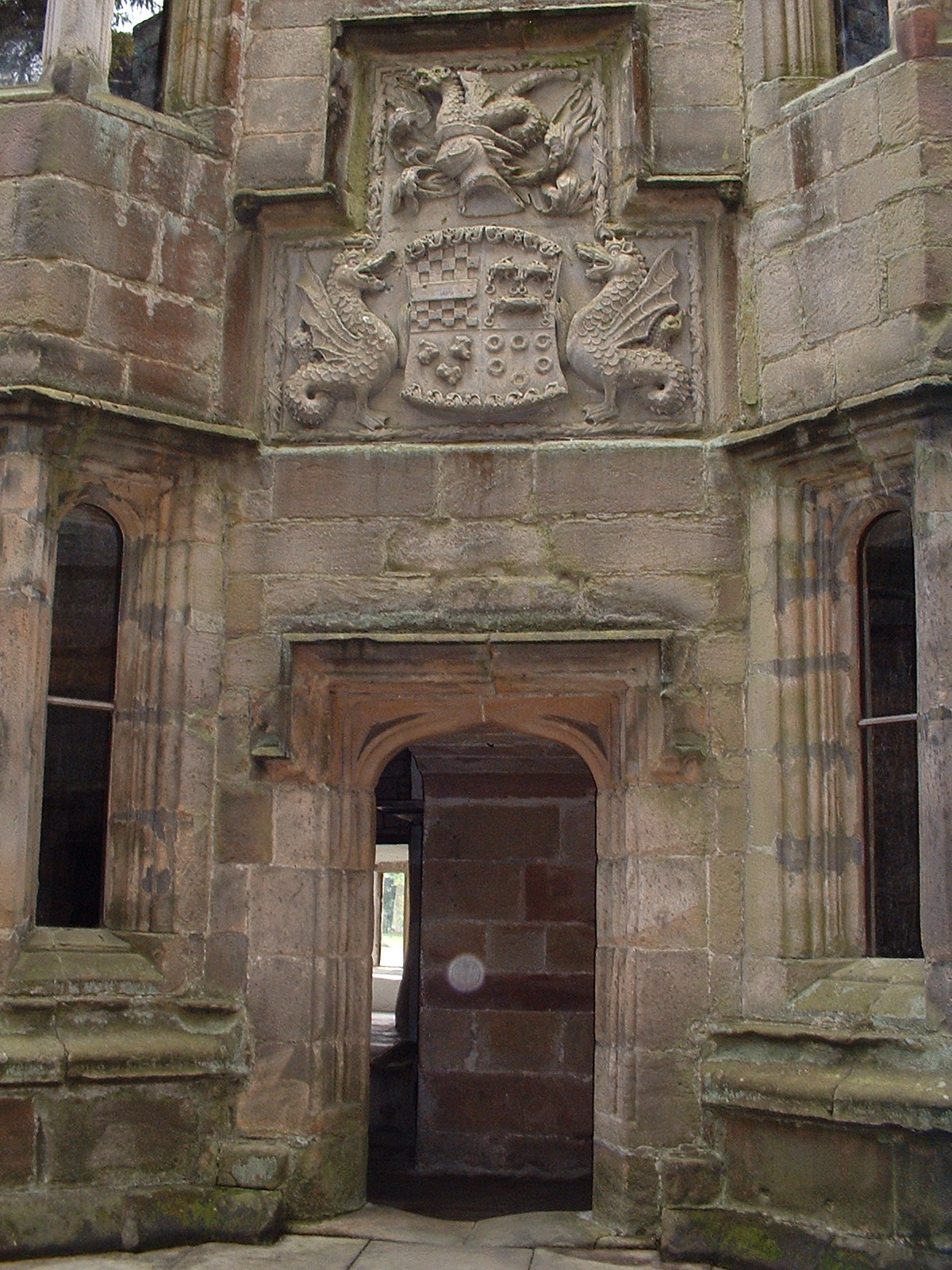
Porta sormontata da grande stemma nobiliare

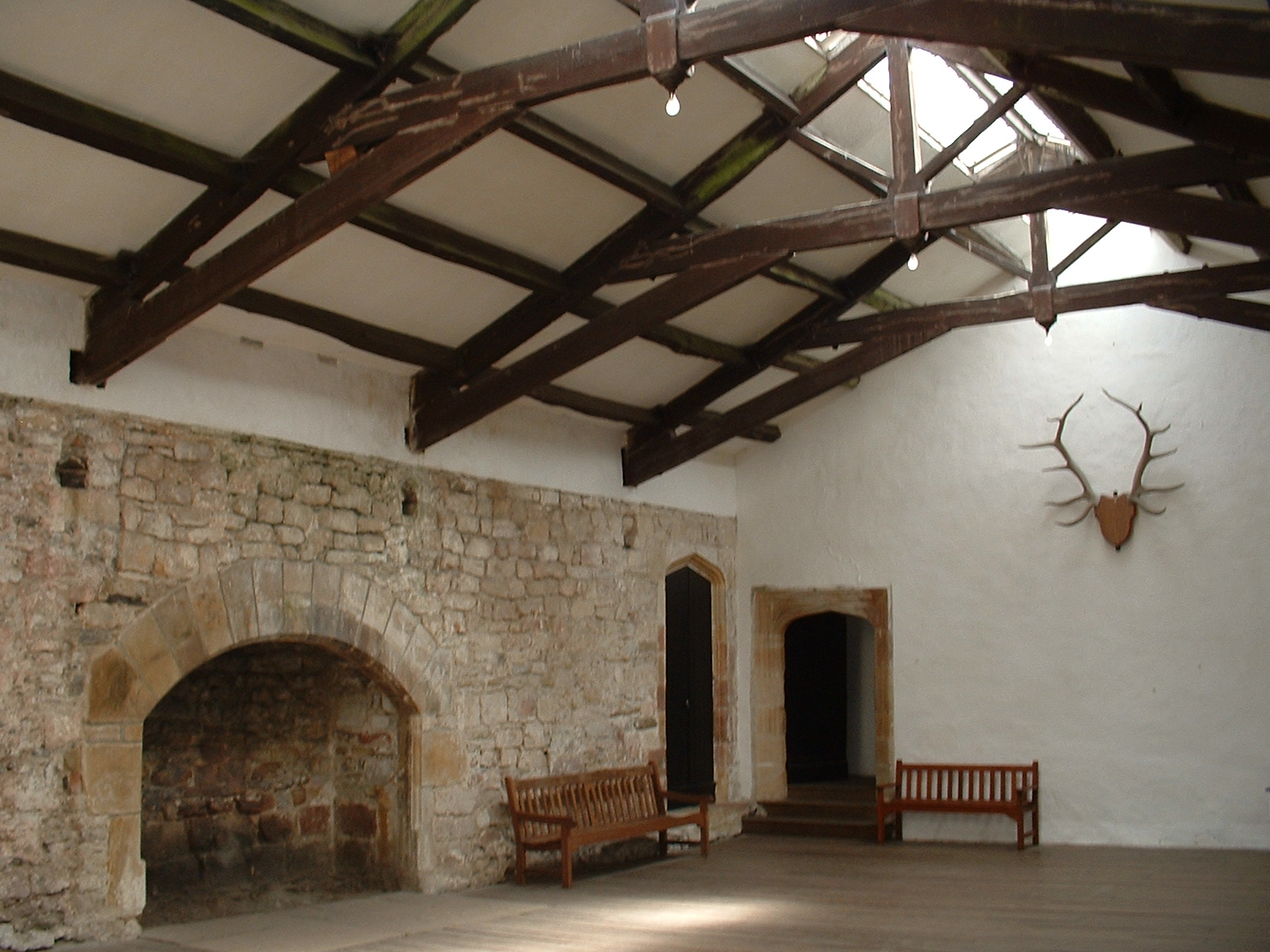
Sala con grande camino

Il primo castello fu probabilmente costruito come motta castrale da Roberto di Romille nel 1090 circa come una struttura in legno; la palizzata esterna era sempre in legno, al fine di proteggere la piattaforma rocciosa sulla quale si trovava. La posizione strategica scelta era importante, dominando trafficati nodi viari. Il castello costituito da un tumulo di terra e con strutture in legno venne ricostruita in muratura e pietra tra il 1310 e il 1314 per resistere agli attacchi degli scozzesi da Robert de Clifford, primo barone di Clifford. La fortezza fu attaccata dagli scozzesi nel 1322, ma questa, con tutti i suoi miglioramenti, resistette all'attacco. Nuovi lavori vennero eseguiti nel 1535, rafforzando la struttura. Il corpo di guardia fu ricostruito all'inizio del XVII secolo ma i corsi inferiori delle torri agli angoli risalgono probabilmente al XIV secolo. All'inizio della seconda metà del XVII secolo lady Anne Clifford lo ricostruì in gran parte dopo che era stato quasi completamente smantellato per ordine del Parlamento dopo la guerra civile inglese nel 1649. Il castello durante la guerra era rimasta l'unica roccaforte realista nell'Inghilterra settentrionale fino al dicembre 1645 e, dopo un assedio di tre anni, Oliver Cromwell ne ordinò lo smantellamento. La figlia di lady Anne, lady Margaret Sackville, sposò John Tufton, secondo conte di Thanet e il castello passò successivamente alla famiglia Tufton, diventando la residenza di Lord Hothfield nel 1871.

## Descrizione

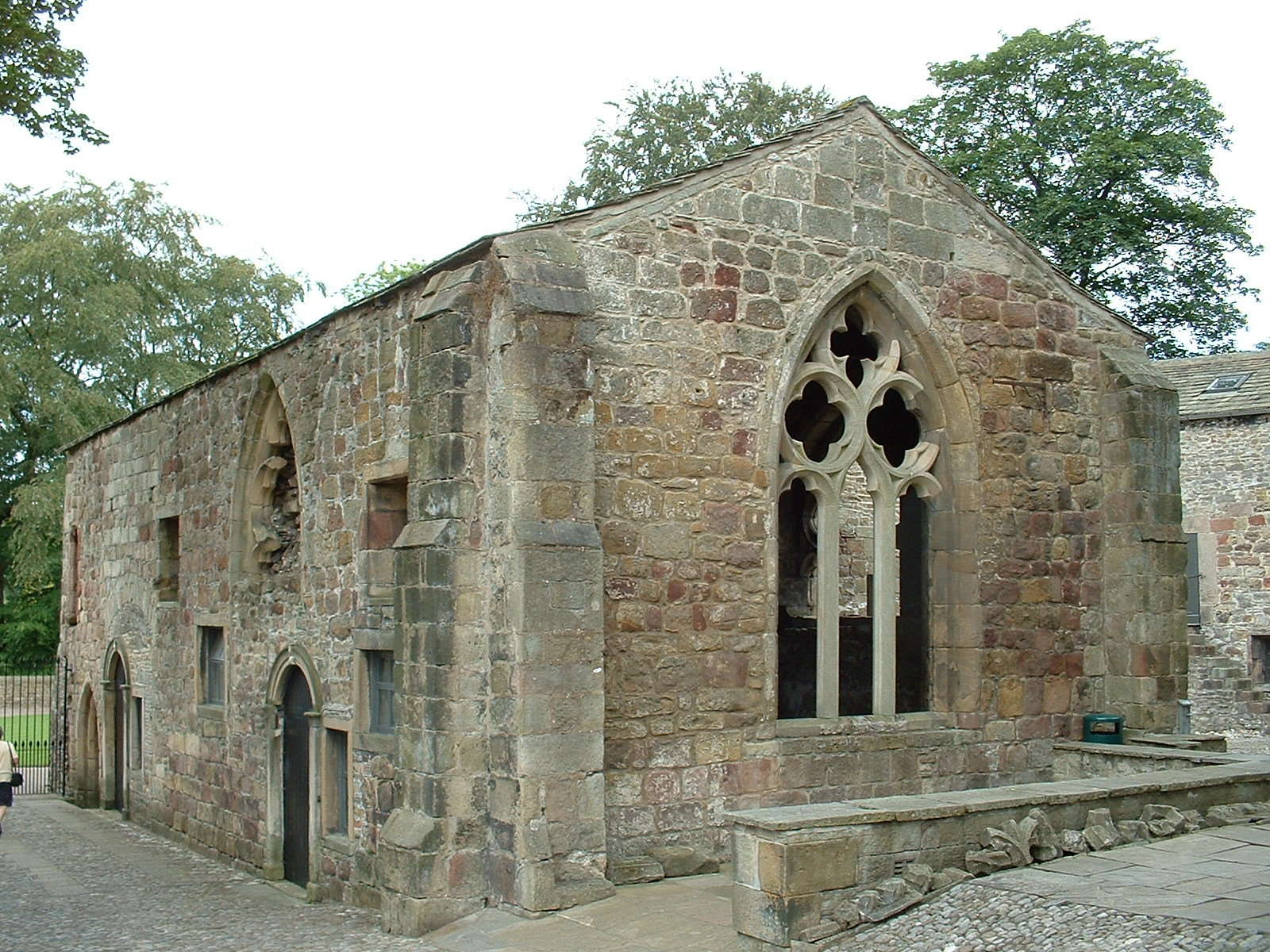
Cappella del castello dedicata a San Giovanni Evangelista

Il castello di Skipton si trova nella parte nord dell'abitato dell'omonima cittadina della contea del North Yorkshire in Inghilterra. Le parti meglio conservate del castello sono le strutture difensive a nord. La linea delle difese orientali può essere seguita lungo la linea utilizzata da un viale rialzato delimitato su entrambi i lati da un muro di pietra. L'estremità meridionale del viale termina con un piccolo bastione in muratura. Verso ovest il muro si collega ad una torre semicircolare che a sua volta dà accesso ad un camminamento di ronda rialzato di circa 2 metri sopra un fossato asciutto utilizzato come giardino recintato. Il cortile del castello scende dolcemente verso ovest. Sono ancora visibili i resti del terrapieno del cortile del castello, costituito da un unico argine e da un fossato. La sponda del cortile è interrotta da un muro di pietra. Scavi realizzati negli anni ottanta del XX secolo hanno riportato alla luce una sequenza difensiva in tre periodi sul lato occidentale del fossato. La sequenza iniziava con un bastione in argilla con palizzata in legno, seguito da un muro in pietra con una piattaforma di macerie sul retro, la terza e ultima fase era un rivestimento in legno. Sembra verosimile che queste opere risalgano all'inizio del XII secolo per il taglio originale del fossato con l'interramento finale del fossato alla fine del XIII o all'inizio del XIV secolo. Di particolare interesse e architettonico è l'ingresso fiancheggiato da massicce torri circolari che permette l'accesso alla corte centrale con pozzo e circondata da edifici a 2 e 3 piani con scala esterna e contrafforti. Nel castello la parte abitativa conserva la cucina, il retrocucina, i locali per la lavorazione del legno, e altri ambienti di servizio. La grande sala dei banchetti si trova al primo piano. La grande torre poligonale all'estremità orientale ha una finestra ogivale e due vetrate poligonali simmetriche dche si sviluppano su due piani.

### Bene tutelato come edificio storico
L'English Heritage ha classificato il castello di Skipton come edificio storico di primo grado col numero 1316962.